# 応援歌!
「応援歌!」（おうえんか!）は、イヤホンズの楽曲である。

## 概要
声優ユニット・イヤホンズの結成のきっかけである漫画作品『それが声優!』の完結に伴い制作された楽曲であり、作詞は原作者のあさのますみが担当している。また、2017年に結成されたクリエイターギルドバンド・月蝕會議が初めてイヤホンズに楽曲提供をした曲でもある。
イヤホンズのメンバー（高野麻里佳・高橋李依・長久友紀）が『それが声優!』の作中での "イヤホンズ"（小花鈴・一ノ瀬双葉・萌咲いちご）として歌唱するのは約2年ぶりであり、それまでの2年間（2016年〜2017年の間）で発表してきた楽曲とは違い、3人が演じたキャラクターの声に寄せた歌い方に戻っている。
楽曲（+off vocal ver.）が収録されたCDは、2017年8月13日開催のコミックマーケット92にて頒布された『それが声優! 2017 Final 君に届くように』【限定版】、2017年12月4日発売の『それが声優!』単行本第5巻【Loppi・HMV限定版】に同封されている。
その後、作曲・編曲を担当した月蝕會議によりセルフカバーされたほか、2018年3月14日発売のイヤホンズの2ndアルバム『Some Dreams』【初回限定盤】CD2に収録された。

## CD収録内容
1. 応援歌!
  - 作詞：あさのますみ／作曲・編曲：月蝕會議
  - 漫画『それが声優! 2017 Final 君に届くように』イメージソング
2. 応援歌!（off vocal ver.）

## 収録アルバム
- Some Dreams【初回限定盤】（#1）

## カバー
- 月蝕會議（セルフカバー）- 『月蝕會議2017年度議事録』（2017年12月29日発売）